# بوكوس الثاني
بوكوس الثاني كان ملك أمازيغي لمملكة موريطنية. وهو ابن سوسوس ماستانيسوسوس، الذي توفي سنة 33 قبل الميلاد. في السنوات الأولى من عهد بوكوس، تم حكم مملكة موريطينية بشكل مشترك بينه وبين شقيقه الأصغر بوغود، وحكم بوكوس شرق نهر مولوشا بينما حكم شقيقه الغرب.[بحاجة لمصدر] كأعداء من حزب الشيوخ، تم التعرف على لقبهم من قبل يوليوس قيصر (49 قبل الميلاد). خلال الحرب الأفريقية قاما بغزو نوميديا واجتياح سيرتا، عاصمة مملكة جوبا، الذي كان بالتالي ملزما بالتخلي عن فكرة الانضمام لميتيلوس سكيبيو ضد القيصر. وفي نهاية الحرب، منح القيصر لبوكوس جزءا من إقليم ماسينيسا، حليف جوبا، الذي تمت استعادته من قبل ابن ماسينيسا أربايون بعد مقتل قيصر.
يقول كاسيوس ديو أن بوكوس أرسل أبنائه لدعم سيكستوس بومبيوس في إسبانيا، في حين قاتل بوغود إلى جانب قيصر، وليس هناك شك في أنه بعد وفاة قيصر أيد بوكوس أوكتافيان، وبوغود أنتوني.
خلال غياب بوغود في اسبانيا، استولى شقيقه على كل مملكة موريطنية، وأكد كالحاكم وحيد لها من قبل الإمبراطور اوكتافيان.أوصى الملك بوكوس الثاني بموريطانيا إلى أوكتافيان سنة 33 قبل الميلاد وبعد وفاته، أصبحت موريطانيا مقاطعة رومانية.